# Vesela jesen 1998
31. Popevka vesele jeseni je potekala v soboto, 10. oktobra 1998, v dvorani Tabor. Vodila sta jo Eva Longyka in Tilen Skubic.
Novost tega leta je bila, da so bile popevke lahko zapete v knjižnem jeziku in ne nujno v narečju, tako da je bilo pet pesmi v narečju in dvanajst v knjižnem jeziku. Direktor festivala je bil Berti Rodošek.
Popevke so ocenjevale radijske postaje, gledalci v dvorani in posebna žirija.

## Tekmovalne skladbe
1. Irena Vrčkovnik in Damjana Golavšek - Naj bo vesela jesen (Karel Novak/Adi Smolar)
2. Karmen Stavec - Sem, kar sem
3. Suzana Pointinger - Potrč - Rada pridem malo sem domu
4. Oto Pestner - Balada
5. Victory - Helena
6. Bluegrass Hoppers - Špilaj kantri muziko (Marko Logar)
7. Katja Mihelčič - Tam pod starim mostom
8. Sanja Mlinar - Moč noči
9. Duo Primavera in kvartet Louis Braille - Flosarska
10. Natalija Verboten - Ne budi me
11. Jolanda Anžlovar - Zaigrajte nam fantje
12. Milan Kamnik - Ibržnik
13. Karmen Plazar - Štirje letni časi
14. Maja Pur - Šepet in smeh
15. Selekcija - Spomin
16. Kristali - Domou ka'k v raj se vračam

V spremljevalnem programu je nastopil Berti Rodošek s svojim ansamblom.

## Nagrade
Zlati klopotec za najboljšo narečno popevko
- Špilaj kantri muziko (Marko Logar) − Bluegrass Hoppers

Zlati klopotec za najboljšo popevko v knjižnem jeziku
- Naj bo vesela jesen (Karel Novak) – Irena Vrčkovnik in Damjana Golavšek

Najbolj prisrčna izvajalka (po izboru invalidov iz mariborske in okoliških občin)
- Natalija Verboten

Posebna nagrada po mnenju enega izmed sponzorjev
- Victory

Nagrada za najboljšo priredbo
- Oto Pestner za skladbo Balada

Nagrada za najboljše besedilo (Večerova žirija - Darko Šterbenk, Melita Forstnerič Hajnšek, Nada Ravter in Asja Matjaž)
- Milan Kamnik za skladbo Ibržnik

Nagrada za popevko, ki najlepše opeva Maribor (Mestna občina Maribor)
- Suzana Pointinger - Potrč (Rada pridem malo sem domu)